# Karol Bekker
Karol Bekker (ur. w 1805, zm. w 1887) – rusznikarz działający w Warszawie w XIX wieku. Wykonał pewną ilość broni na potrzeby powstania styczniowego. Początkowo działał sam, później swój warsztat połączył z zakładem Kuretniewskiego, który się mieścił na Nowym Świecie, dając początek firmie Bekker et Rauscher. Po powstaniu został zesłany do Rosji.